# Степанчук Аліна
Аліна Степанчук (нар. 1 жовтня 1991, Гайсин, Вінницька область, Україна) — українська волейболістка, яка виступала на позиції ліберо. 

## Клубна кар'єра
Народилася та виросла в місті Гайсині Вінницької області. Вихованка місцевої ДЮСШ, де грала першим темпом. Дорослу волейбольну кар'єру розпочала в золотоноському «Златогорі». У жіночій Суперлізі дебютувала у складі черкаського «Хімволокна». Виступала на різних позиціях від зв'язуючої до діагональної, згодом опинилася на позиції «Ліберо». Потім повернудася до Вінниці, де грала за «Кряж-Медуніверситет». Після розформування черкаського «Златогора» залишилася без клубу.
У лютому 2012 року перейшла до южненського «Хіміка». У команді швидко стала основною гравчинею на позиції ліберо. У складі южненського клубу — 6-разова чемпіонка України, 4-разова володарка національного кубку, переможниця Суперкубку України (2017). У сезоні 2015 року визнана найкращою ліберо чемпіонату України. Після завершення сезону 2017 року залишила «Хімік».

## Кар'єра в збірній
Її залучали до складу жіночої збірної України.

## Поза спортом
Визнана найкрасивішою волейболісткою южненського «Хіміка» 2016 року.

## Досягнення

### Клубні
- Чемпіонат України
  -  Чемпіон (6): 2012, 2013, 2014, 2015, 2016, 2017

- Кубок України
  -  Володар (4): 2014, 2015, 2016, 2017

- Суперкубок України
  -  Володар (1): 2016

### У збірній
- Ліга Європи
  -  Володар (1): 2017